# Alien Breed: Tower Assault
Alien Breed: Tower Assault è un videogioco sparatutto, terzo della serie Alien Breed. Come i primi due giochi della serie, si tratta di un videogioco di fantascienza con visuale dall'alto. È stato pubblicato nel 1994 da Team17 per Amiga, PC e CD32.

## Trama
Una caserma dello spazio profondo riceve un segnale di soccorso da una struttura scientifica su un pianeta altrimenti disabitato. Senza sapere cosa aspettarsi, una piccola truppa di soldati viene inviata per cercare sopravvissuti sul pianeta e neutralizzare qualsiasi minaccia.
Una volta che le navi si avvicinano alla struttura, tuttavia, i laser di sicurezza automatizzati iniziano ad attaccare, prelevando le navi una per una. Solo due soldati sopravvivono, precipitando nel perimetro esterno della struttura. Il giocatore prende il controllo dei personaggi all'inizio del gioco.

## Modalità di gioco
Il motore di gioco è una versione modificata di quello utilizzato in Alien Breed II: The Horror Continues. Un cambiamento significativo è l'inclusione di più uscite per ogni livello, rendendo Alien Breed: Tower Assault molto meno lineare rispetto ai suoi predecessori: la scritta sul retro della scatola vanta più di 276 possibili modi per completare il gioco.
Altri miglioramenti includono la modalità Ritirata, che consente al giocatore di sparare con la propria arma e camminare all'indietro allo stesso tempo, anche se a una velocità leggermente inferiore.

## Versioni
Ci sono differenze significative tra le versioni del gioco uscite nei diversi formati.

### Versione Amiga
La versione Amiga è distribuita su tre floppy disk da 3,5" in forma originale protetta (i dischi sono protetti RobNorthen PDOS, ognuno utilizza longtracks con 12 settori per traccia e 980 KB per disco), mentre la versione crackata nello standard del disco amigaDOS è distribuita su quattro dischi. Una volta installato su un disco fisso, sia in versione ECS che AGA, l'eseguibile controlla da dove viene lanciato il gioco, e se rileva un avvio dal disco fisso, chiederà il Disco 1 originale (questo è il protezione dalla copia quando installata).

### Versione CD32
Questa versione aggiunge un'introduzione video in full motion e la versione AGA di The Horror Continues .

### Versione PC
C'erano due versioni di Tower Assault per PC: una versione floppy e una versione CD-ROM. Entrambi sono stati portati da East Point Software.
La versione floppy è abbastanza diversa dalla versione Amiga, poiché non mantiene l'architettura non lineare dei livelli.
La versione CD-ROM mantiene la struttura dei livelli non lineare, nonché le sequenze di introduzione e di chiusura FMV della versione CD32. Tuttavia, non include Alien Breed II, contrariamente a quanto affermato sulla confezione.